# Neuromantic
Neuromantic – siódmy album Krzysztofa "K.A.S.Y." Kasowskiego. ukazał się 31 maja 2004 nakładem Pomaton EMI i Frontline Music.
Album promowały dwa single: Smak 80-tych lat i Dziennikarze, do których powstały teledyski. Na płycie znalazł się też cover piosenki zespołu Oddział Zamknięty pt. Andzia i ja.

## Lista utworów
Opracowano na podstawie materiału źródłowego. Muzykę i słowa do wszystkich utworów, o ile nie jest zaznaczone inaczej, napisał Krzysztof Kasowski.
1. Smak 80-tych lat - 3:36
2. Zespoły młodzieżowe - 3:28
3. Ten cały cyrk - 3:50
4. Dziennikarze - 3:32
5. Andzia i Kasa - 3:20 (A. Szpilman, M. Ciempiel, K. Kasowski)
6. Neuromantyk - 3:46
7. Nie przestawaj - 3:49
8. Zniewolony umysł - 3:49
9. Na ulicach - 3:29
10. Zapomnij o problemach - 3:16
11. Każdy chce być didżejem - 3:50
12. Smak 80-tych lat (Super Fil & Romantic Boy Remix) - 3:31

Łączny czas: 43:16

## Twórcy
- Krzysztof Kasowski – wokal, muzyka, słowa, produkcja muzyczna, aranżacje, wszystkie instrumenty, realizacja, miksowanie
- Andrzej Szpilman – muzyka (utwór 5)
- Marcin Ciempiel – słowa (utwór 5)
- Jacek Gawłowski (JG Master Lab) – mastering
- Hubert Skoczek – projekt okładki płyty